# Суури-Коуккулампи
Су́ури-Ко́уккула́мпи (Сури-Коукку-лампи; фин. Suuri Koukkulampi) — озеро на территории Лоймольского сельского поселения Суоярвского района Республики Карелия.

## Общие сведения
Площадь озера — 0,5 км². Располагается на высоте 79 метров над уровнем моря.
Форма озера лопастная, продолговатая: вытянуто с севера на юг. Берега каменисто-песчаные, местами заболоченные.
Озеро не имеет поверхностного стока и относится к бассейну реки Хейняйоки.
В северной части озера имеется один небольшой остров без названия.
Населённые пункты возле озера отсутствуют. Ближайший — посёлок Леппясюрья — расположен в 14,5 км к северо-западу от озера.
Код объекта в государственном водном реестре — 01040300211102000013643.